# FB 베릴
돌격소총 모델 1996 베릴(폴란드어: karabinek szturmowy wzór 1996 Beryl, 영어: assault rifle model 1996 beryllium)은 폴란드의 5.56mm 돌격소총이며, 라돔에 있는 FB "슈츠니크" 라돔이 설계했으며 생산했다. 이 소총은 폴란드군이 쓰는 7.62×39mm AKM과 5.45×39mm FB 탄탈을 교체하기 위한 소총이다.

## 개발

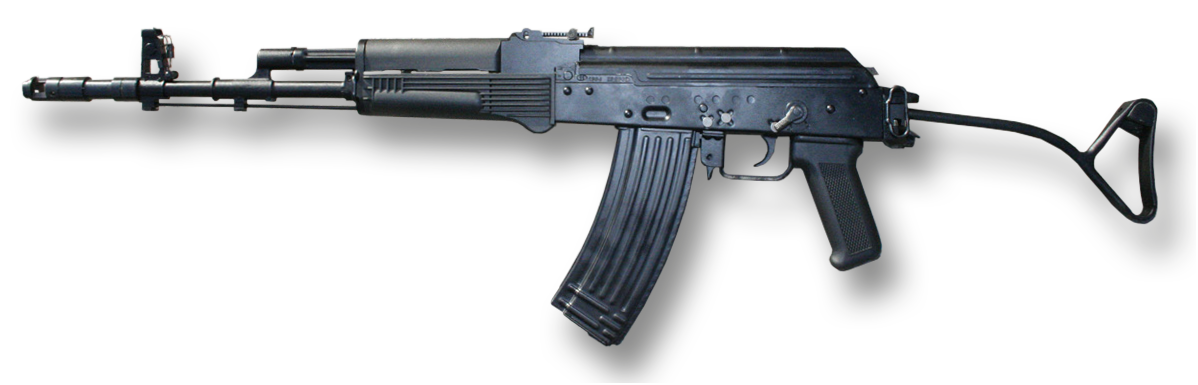
FB 탄탈 -wz. 96 베릴의 시조

중형 5.56×45mm NATO 탄약을 사용하는 새로운 제식 소총(표준 및 카빈 변형)의 개발은 1995년에 시작되었지만, 기능하는 5.56mm 라이플과 카빈 변형은 1991년부터 이미 라돔에서 wz.1991로 알려져 있었다. (FB 탄탈). 1995년 2월 신형 무기의 생산이 승인되었고, 같은 해 12월 11개의 베릴 소총으로 구성된 시제품이 생산되었다. 1997년, 이 무기는 성공적으로 평가되어 5.56mm 돌격소총 모델 1996라는 이름으로 채택되었다.
베릴은 이후 폴란드군의 표준 소총이 되었다. 2011년 기준 폴란드군의 베릴 소총 수는 4만5천정 이상이며, 이는 폴란드군의 돌격소총의 절반에 해당한다. 2016년 5월 25일, FB 슈츠니크 라돔은 폴란드 육군의 26,000 베릴과 미니 베릴에 대한 주문을 발표했다.
폴란드를 제외하면 80wz. 96A 베릴과 10wz. 96A 미니 베릴은 리투아니아에서 2000년 5월 폴란드가 기증한 것으로 팔라드 유탄 발사기가 장착된 소총 10정과 레이저 거리 측정기가 통합된 CWL-1 스코프가 장착된 소총 10정을 포함한다. 2002/2003년까지는 아프가니스탄에서 활동하던 리투아니아 특수작전부대의 장비였다.

## 디자인

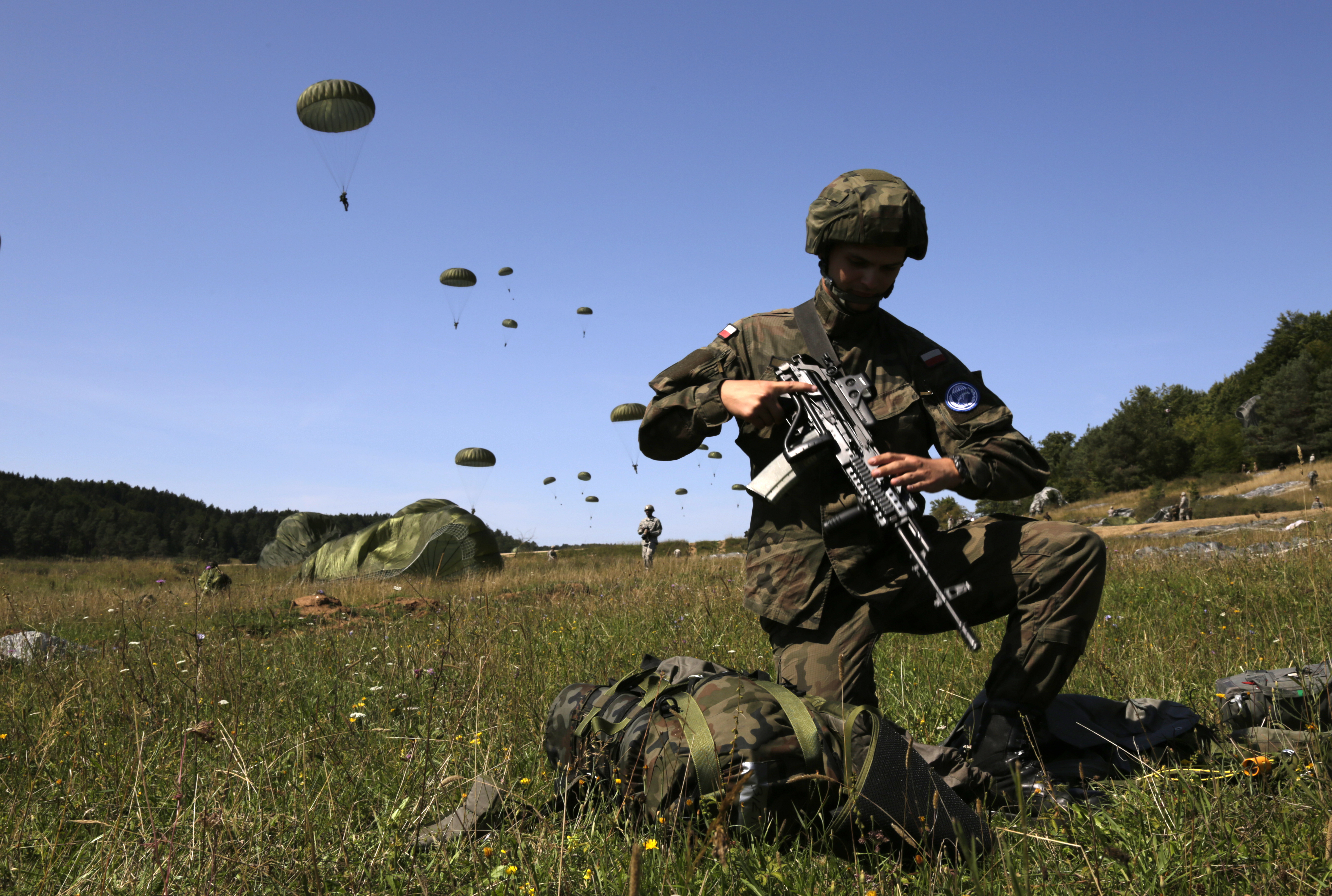
2015년 8월 26일 NATO 신속대응 연습에서 베릴 소총을 사용중인 제6공수여단 낙하산병.

베릴의 설계와 작동 방식은 탄탈 소총과 유사하며, 다른 탄약을 사용함으로 인한 주요 차이점은 배럴, 리시버 하우징, 개머리판, 전방 손잡이, 총구 장치, 조준 시스템 및 탄창이다. 전용 어댑터와 함께, 이 총은 M16 NATO 표준 탄창을 사용할 수 있다.
457mm 길이의 배럴은 6개의 우측 홈과 228mm의 회전 속도를 가지고 있다. 배럴의 외부 면(뒷면에서 앞 조준경 밑면까지)은 탄탈의 배럴과 동일하지만, 전면 사이트 베이스로부터의 길이는 소음기를 장착하기 위해 사용되는 입구를 향해 지름이 감소하는 가시적인 테이퍼 모양의 윤곽을 가지고 있다.
소염기는 총류탄을 장착하고 발사하는 데 사용될 수 있다. 소염기는 전면부에 약간 테이퍼가 있어 총검을 지지하고 조금 더 뒤쪽까지 - 6개의 측면 포트가 쌍으로 배열되어 있다. 이러한 포트는 소염기의 둘레에 비대칭으로 배치되어 연속 사격 시 무기를 안정화시킨다. 소음기는 내부에 공포탄 발사 장치를 나사로 고정하는 데 사용되는 머즐의 나사산을 사용하는 것이 특징이다. 소염기의 중간 길이에는 총신에 총류탄을 고정하는 링 고정 스프링이 있는 컷아웃이 있다.
리시버 하우징에는 Wz.188 소총의 리시버에 대한 몇 가지 수정 사항이 포함되어 있다. 새로운 어깨 개머리판에 적합한 강화 후면 개머리판 트러니언과 광학식 조준기를 장착하기 위한 탑 마운트형 피카티니 레일을 사용한다.

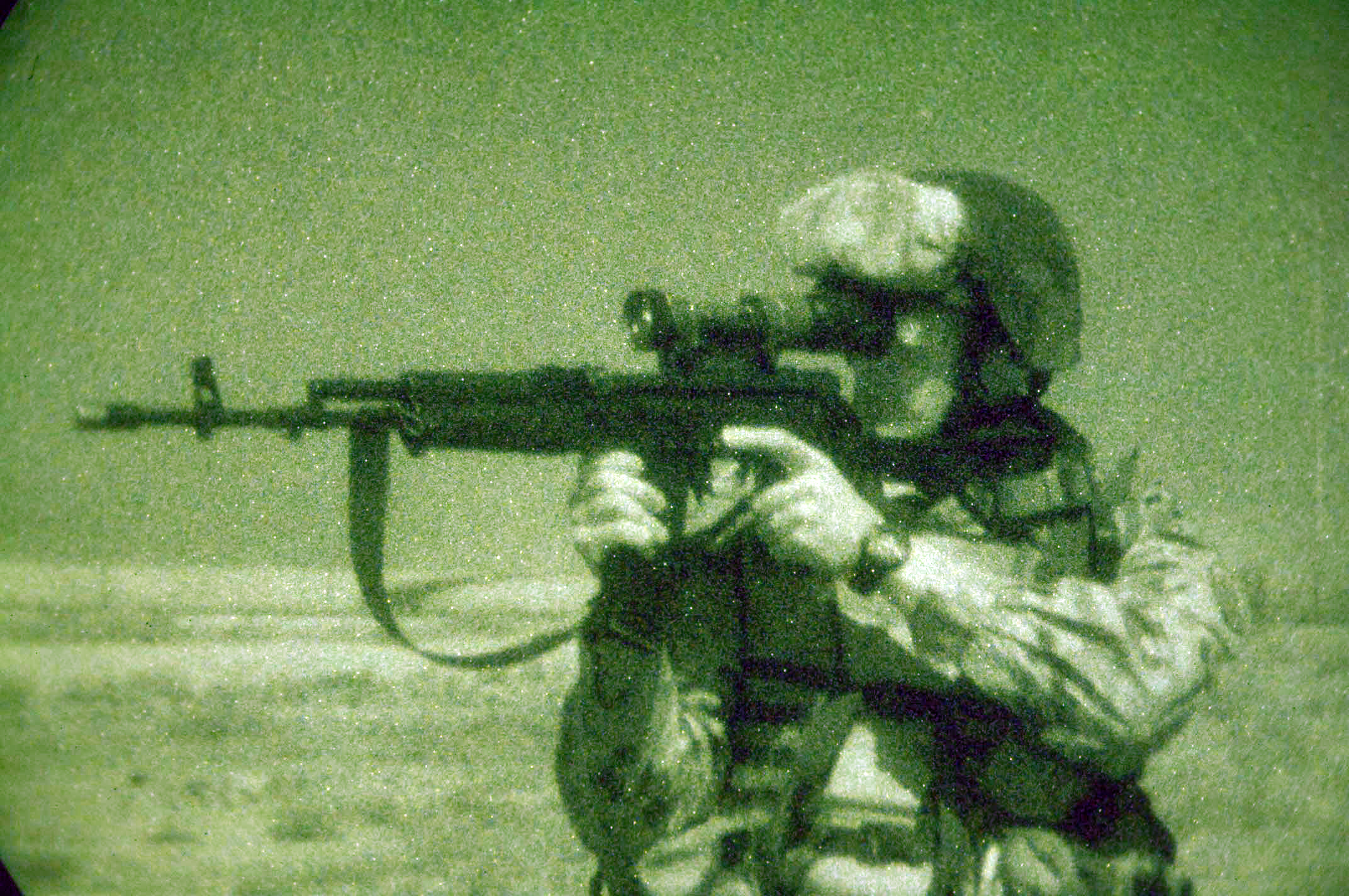
2005년 11월 11일, 폴란드 특수부대 병사가 이라크 디와니야에서 밤 늑대 작전을 수행하면서 하이 레디 포지션으로 베릴 소총을 들고 있는 모습.

사이드 폴딩 튜브형 금속 개머리판은 열 고분자 수축 필름으로 코팅된다. 이것은 고무 반동 패드로 덮인 금속 숄더 스톱이 있다.  더 최근의 모델들은 접을 수 있는 재고와 함께 제공된다(wz. 2004년 모델의 사진(페이지 오른쪽) 참고).
표준 하부 총열 덮개는 손잡이로 잡는 기능을 강화하도록 설계된 각도 있는 리브 패턴을 특징으로 한다. 핸드 가드의 후면에는 40mm wz. 1974년형 유탄발사기를 사용할 수 있는 2개의 성형 노치가 있다. 이는 유탄발사기가 총통 아래에 장착괼 수 있도록 한다. 일부 베릴 총열 덮개는 짧은 피카티니 레일과 일체형 수직 포그립을 갖추고 있다.
베릴의 조준 시스템은 탄탈에 사용된 것과 매우 유사하지만, 수동 PCS-6 야간 조준기, CK-3 반사 광학 콜리메이터(레드닷 조준기), LKA-4 망원 조준기,  그리고 통합 레이저 거리 측정기를 갖춘 CWL-1 스코프를 장착하기 위한 브래킷을 고정하는 데 사용되는 후방 조준기 측면에 트윈 컷이 추가되어 있다. 그러나 베릴에 가장 많이 사용되는 추가 조준경은 이오텍 552 홀로그램 조준경과 PCS-5M 패시브 야경이다. PCS-6와 CWL-1은 소수로 도입된다.
이 무기의 독특한 탄창은 플라스틱으로 만들어졌으며 1988년형 탄탈의 탄창과 호환이 되지 않는다.
베릴은 AK-47이나 거의 모든 AK 시리즈에서 볼 수 있는 것과 비슷한 긴 사다리꼴 모양의 셀렉터를 가지고 있다.
베릴은 5.56×45mm NATO 탄약과 강철 코어 표준 라운드, 트레이서 카트리지, 훈련용 슬러그를 발사한다.
소총과 함께 제공되는 표준 장비로는 3개의 예비 탄창들, 4개의 15발들이 스트리퍼 클립, 스트리퍼 클립 가이드, 총검, 클리닝 키트, 윤활제 병, 클리닝 로드(투피스, 클리닝 키트 파우치에 보관됨), 슬링, 탄창 주머니 및 양각대가 있다. 라이플은 광학 조준기를 위한 장착 시스템과 공포탄 발사 어댑터를 장착할 수 있다.
베릴은 미니 베릴로 알려진 카빈 변형을 만드는 데 사용되었다.

## 변형

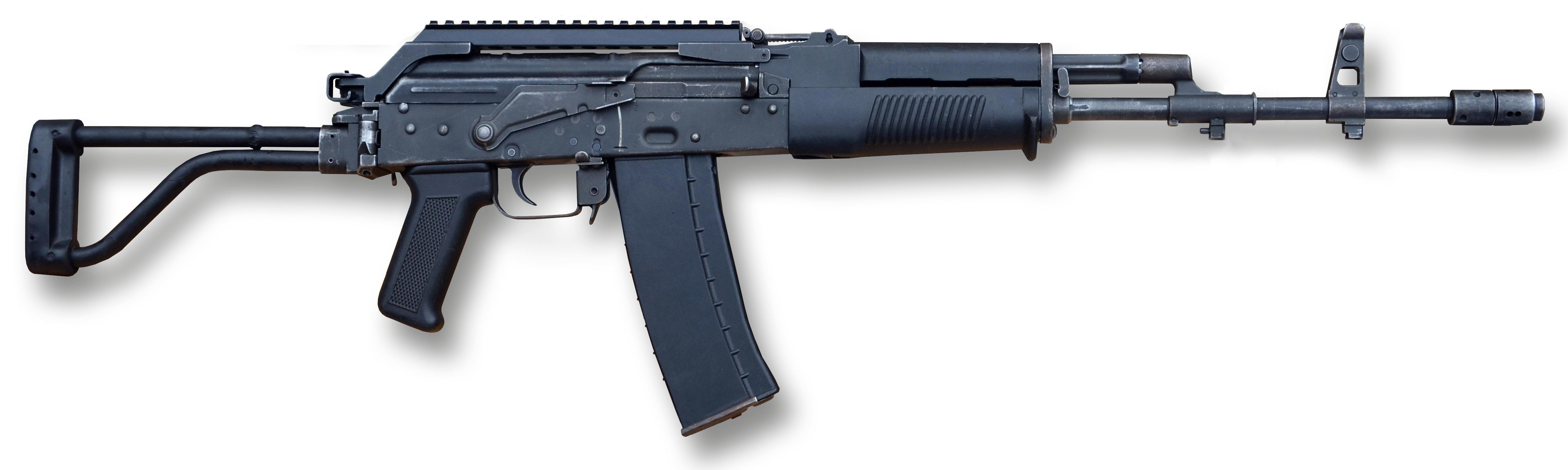
kbs wz. 96A 베릴.

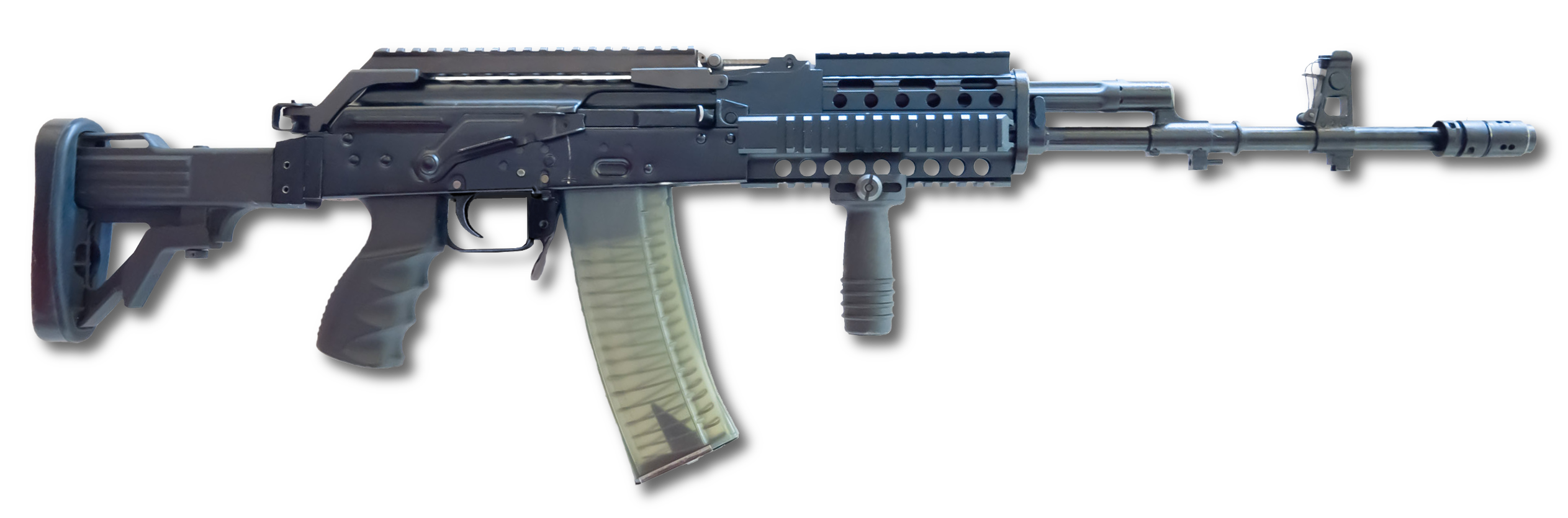
kbs wz. 96C 베릴.

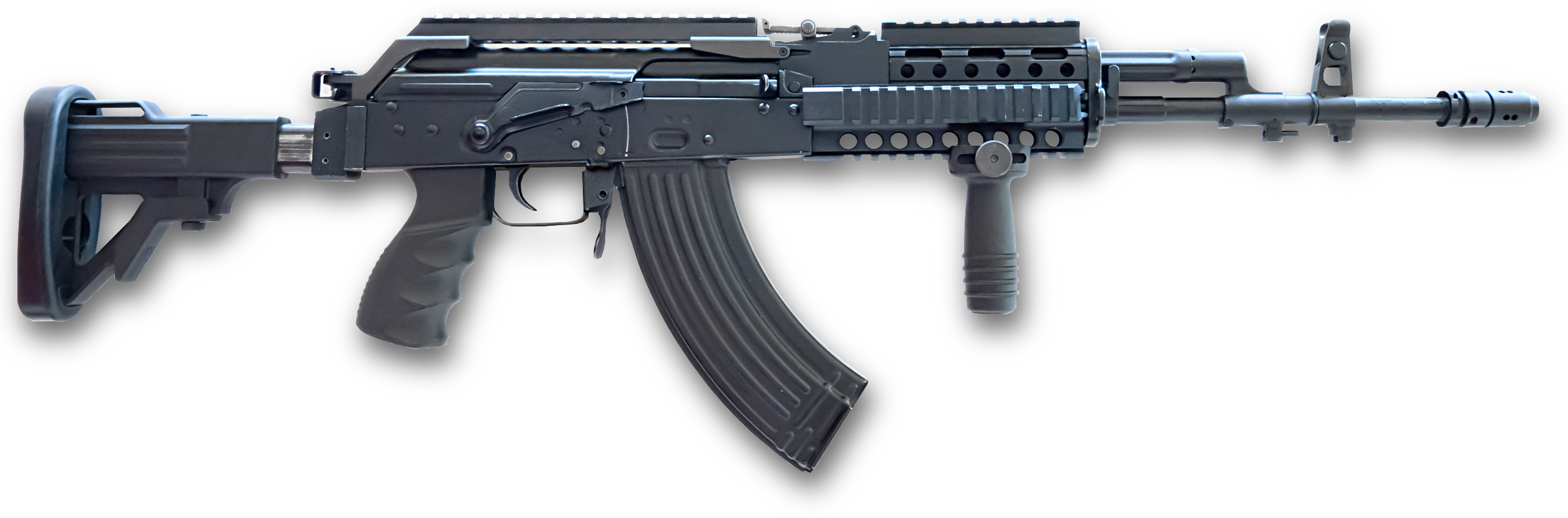
7.62×39mm탄을 사용하는 베릴 M762B.

- 'kbs wz. 96A 베릴(1996): 폴란드군을 위해 가장 많이 생산된 베릴의 표준 버전이며, 일부 예제는 POPCI 레일을 장착하여 폴란드 조준경(CWL-1, CK-3, LKA-4, PCS-6)을 장착할 수 있지만 대부분의 장착 레일은 POPC III이다. 이라크에서는 일부 베릴이 개조되어 63년 PMd로부터 목제 전방 손잡이를 받았다.
- 'kbs wz. 96B 베릴(2004): 표준 버전과 동일하지만 고정 전방 손잡이와 레일이 있다. 또한, "B" 버전은 새로운 레일, POPC II (짧은 길이) 및 POPC III (긴 길이)가 피카티니 표준에 준거하였다.
- kbs wz.96C 베릴'(2009): 새 개머리판(고정 및 텔레스코픽), 새 레일(POPC IV), 새 총열 덮개, 탄창 및 새 전방 손잡이가 있는 버전.
- kbs wz.96D Beryl': 제조사가 사용할 수 있는 옵션으로, 버전 A, B 및 C의 요소에서 자유롭게 소총을 완성할 수 있다.[4]
- 베릴 M545(2011): 5.45×39mm 수출용 모델로 제안됨.[5]
- 베릴 M762' (2013년) : C 수출용 변종 탄약으로 7.62×39mm 탄약을 사용한다. 나이지리아가 구매했다.

## 사용국
- 아프가니스탄: 밝혀지지 않은 양이 폴란드에 의해 기부되었다.[6]
- 리투아니아: 90개의 유닛 중 80개는 wz. 96A이며, 특수부대 및 정찰부대에서 사용 중(wz.74 Pallad 유탄발사기 포함 10개, 레이저 포인터가 장착된 CWL-1 망원 조준기 포함 10대)이다.[7] 그리고 10정은 wz. 96 미니 베릴이다. 2003년까지 SOJ Aitvaras라는 아프가니스탄의 정예 특수부대에서 쓰였다.
- 나이지리아: 3,200정[8] (2018년 3월, 나이지리아 방위산업공사는 나이지리아에서 소총 제조 계약서에 서명했다.)[9]
- 폴란드: 86,000정 이상 (모든 버전 포함)[10][11][12]
- 우크라이나: 밝혀지지 않은 양이 2022년 러시아의 우크라이나 침공 중에 폴란드에 의해 기부됨.

## 대중 문화
- 게임 배틀그라운드에서 7.62mm탄을 사용하는 베릴의 변형 중 하나 베릴 M762로 나온다.
- 게임 모바일 배틀그라운드에서 7.62mm탄을 사용하는 베릴의 변형 중 하나 베릴 M762로 나온다.
- 게임 뉴 스테이트 모바일에서 7.62mm탄을 사용하는 베릴의 변형 중 하나 베릴 M762로 나온다.
- 게임 월드 워 3에서 7.62mm탄을 쓰는 베릴 M762로 나온다.

## 같이 보기
- FB 미니-베릴
- FB MSBS
- FB 탄탈
- Kbkg wz. 1960